# Перриньи-сюр-л’Оньон
Перриньи́-сюр-л’Оньо́н (фр. Perrigny-sur-l’Ognon) — коммуна во Франции, находится в регионе Бургундия. Департамент коммуны — Кот-д’Ор. Входит в состав кантона Понтайе-сюр-Сон. Округ коммуны — Дижон.
Код INSEE коммуны — 21482.

## Население
Население коммуны на 2010 год составляло 663 человека.
| 1962 | 1968 | 1975 | 1982 | 1990 | 1999 | 2010 |
| ---- | ---- | ---- | ---- | ---- | ---- | ---- |
| 504  | 433  | 422  | 461  | 483  | 497  | 663  |

## Экономика
В 2010 году среди 382 человек трудоспособного возраста (15—64 лет) 292 были экономически активными, 90 — неактивными (показатель активности — 76,4 %, в 1999 году было 62,6 %). Из 292 активных жителей работали 260 человек (143 мужчины и 117 женщин), безработных было 32 (13 мужчин и 19 женщин). Среди 90 неактивных 23 человека были учениками или студентами, 43 — пенсионерами, 24 были неактивными по другим причинам.